# Eugène Stevens
 (décembre 2022).
La mise en forme du texte ne suit pas les recommandations de Wikipédia : il faut le « wikifier ».
Les points d'amélioration suivants sont les cas les plus fréquents. Le détail des points à revoir est peut-être précisé sur la page de discussion.
- Les titres sont pré-formatés par le logiciel. Ils ne sont ni en capitales, ni en gras.
- Le texte ne doit pas être écrit en capitales (les noms de famille non plus), ni en gras, ni en italique, ni en « petit »…
- Le gras n'est utilisé que pour surligner le titre de l'article dans l'introduction, une seule fois.
- L'italique est rarement utilisé : mots en langue étrangère, titres d'œuvres, noms de bateaux, etc.
- Les citations ne sont pas en italique mais en corps de texte normal. Elles sont entourées par des guillemets français : « et ».
- Les listes à puces sont à éviter, des paragraphes rédigés étant largement préférés. Les tableaux sont à réserver à la présentation de données structurées (résultats, etc.).
- Les appels de note de bas de page (petits chiffres en exposant, introduits par l'outil «  Source ») sont à placer entre la fin de phrase et le point final[comme ça].
- Les liens internes (vers d'autres articles de Wikipédia) sont à choisir avec parcimonie. Créez des liens vers des articles approfondissant le sujet. Les termes génériques sans rapport avec le sujet sont à éviter, ainsi que les répétitions de liens vers un même terme.
- Les liens externes sont à placer uniquement dans une section « Liens externes », à la fin de l'article. Ces liens sont à choisir avec parcimonie suivant les règles définies. Si un lien sert de source à l'article, son insertion dans le texte est à faire par les notes de bas de page.
- La présentation des références doit suivre les conventions bibliographiques. Il est recommandé d'utiliser les modèles {{Ouvrage}}, {{Chapitre}}, {{Article}}, {{Lien web}} et/ou {{Bibliographie}}. Le mode d'édition visuel peut mettre en forme automatiquement les références.
- Insérer une infobox (cadre d'informations à droite) n'est pas obligatoire pour parachever la mise en page.

Pour une aide détaillée, merci de consulter Aide:Wikification.
Si vous pensez que ces points ont été résolus, vous pouvez retirer ce bandeau et améliorer la mise en forme d'un autre article.
Pour les articles homonymes, voir Stevens.
Eugène Stevens, né à Bruxelles le 8 février 1865 et mort à Ixelles le 10 décembre 1938, est un juriste et avocat belge, auteur de pièces de théâtre, de revues satiriques, d’œuvres juridiques, et critique d’art, écrivant le plus souvent sous le nom d’Ernest Hallo, parfois aussi sous le nom d’Eugène Sandarre ou d’autres pseudonymes.

## Biographie
Pierre Eugène Michel Stevens, dont le prénom usuel sera Eugène, naît à Bruxelles le 8 février 1865. 
Docteur en droit, il sera un avocat réputé à la Cour d'Appel de Bruxelles, assesseur du tribunal de consultation gratuite, membre du Conseil de l'Ordre (1921-1926), auditeur (17.11.1909) puis conseiller (18.11.1922) au Conseil Supérieur des Colonies, dramaturge et critique d'art. 
Il est membre dès 1921, année de sa création par le général Louis Lemercier, le Prof. Valère Fallon (d), s.j., et le sénateur Vincent Volckaert du Conseil général de la Ligue des Familles Nombreuses, président du Fonds des Études, du Fonds du Logement, de la Commission des Agents de l’État, et de la Commission des Assurances de cette Ligue, collaborateur du Bulletin de la Ligue des Familles Nombreuses, 
Il est l'avocat notamment du ministère des Chemins de Fer, Postes, Télégraphes, Téléphones et Marine puis l'avocat de la SNCB dont il rédigea les statuts, de plusieurs journaux dont La Nation belge, co-auteur d'un ouvrage de référence sur "Le contrat de transport". 
Il est également l'auteur de revues (et longtemps revuiste du Jeune Barreau) et de comédies, dramaturge sous le nom d’Eugène Sandarre, le plus souvent sous le nom d’Ernest Hallo, auteur de centaines d’articles de presse, souvent humoristiques ou polémiques, le plus souvent sous son nom d’Eugène Stevens, mais aussi sous divers pseudonymes tels « Jacques », « Berchoux », etc., rédacteur de nombreux articles de journaux, collaborateur du "Journal de Bruxelles" comme critique dramatique, du "National Bruxellois" (comme critique musical), collaborateur de la Conférence de Saint-Vincent de Paul, etc. 
Il contribua aussi à la lutte contre les taudis et à l’amélioration des Logements ouvriers.
Eugène Stevens est mort à Ixelles le 10 décembre 1938. Son décès fit l’objet de nombreux articles de presse.

## Résistant
Ardent patriote pendant la guerre 1914-18, il écrivait dans « La Libre Belgique » clandestine des articles qu’il faisait recopier par l’aînée de ses filles, pour ne pas être trahi par son écriture, avant de les faire parvenir à l’impression clandestine. Il faisait distribuer ce journal par ses enfants, poussant le landau de leur petit frère, sous le matelas duquel étaient cachés les journaux. Il cacha un grand nombre de cuivres réquisitionnables derrière une cloison construite à cet effet dans sa maison, 19 rue de Dublin à Ixelles. Il encouragea son fils Louis à passer aux Pays-Bas pour rejoindre les Alliés.

## Rôle public
Quoique proche des futurs ministres Jules Renkin et Henry Carton de Wiart, il ne fit jamais de politique. Il eut cependant une querelle par journaux et droits de réponse interposés avec l’ex-abbé Adolf Daens.

## Son œuvre juridique

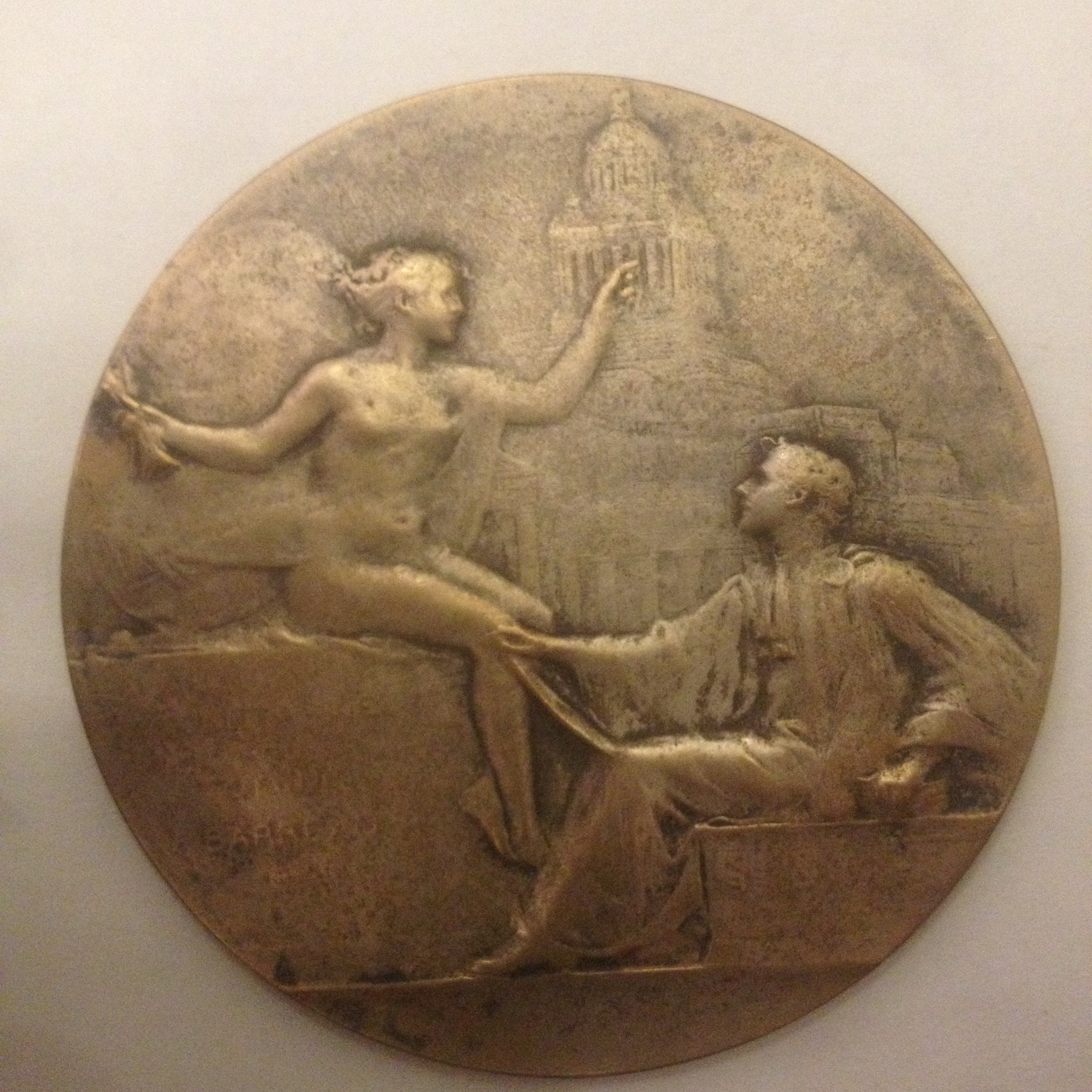
Médaille offerte à Maître Eugène Stevens par la Conférence du Jeune Barreau de Bruxelles (verso)

En 1927, il commença à donner[Où ?] et écrivit un cours de Droit civil, publié en 1931.
En 1931, il a laissé un important ouvrage de doctrine, devenu et resté une référence, sur un sujet novateur pour l’époque : Le contrat de transport,.
Il fut connu aussi pour avoir défendu maître Zwendelaer, un avocat membre de la garde civique qui, par défi, n’était pas venu à l’exercice en tenue, mais en redingote et chapeau buse (avec cependant les boutons, le fusil et le ceinturon réglementaires), prétextant que les lois et règlements ne prévoyaient pas que les exercices devaient se faire en tenue, seuls les boutons étant décrits. Zwendelaer, acquitté de désobéissance mais condamné à une amende, se pourvut en appel, puis en cassation, dut payer 25 francs symboliques, puis appliqua l’arrêt de Cassation en se présentant avec un ancien képi, etc. Ces procès défrayèrent la chronique, de même que celui où E. Stevens défendit le journal La Nation belge, qui était attaquée pour avoir relancé, finalement à juste titre, l’enquête bâclée sinon trouble de l’affaire du crime de Beernem

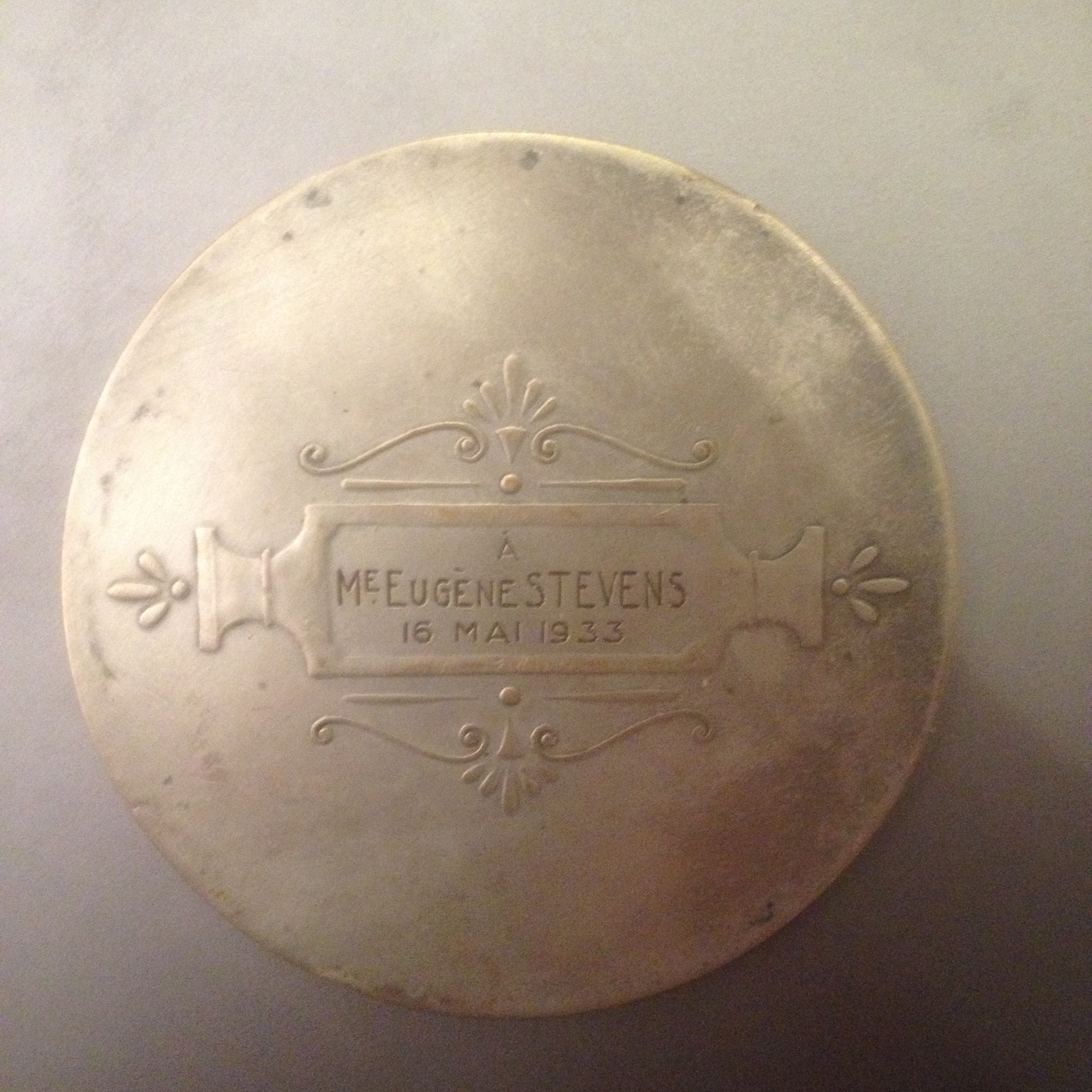
Médaille offerte à Maître Eugène Stevens par la Conférence du Jeune Barreau de Bruxelles (recto)

## Son œuvre littéraire
Il a écrit de nombreuses pièces de théâtre et comédies, dont Le Turbot ou L’Article 266, joué pour la première fois au Théâtre royal du Parc en 1904. Il écrivit aussi avec verve de nombreuses pièces pour les Revues de la Conférence du Jeune Barreau, dont son ami Henry Carton de Wiart fut secrétaire, puis président.
Comme critique, il est l’auteur de centaines d’articles de journaux, (notamment dans la Nation belge), publiant aussi des poèmes humoristiques, des pastiches, etc.

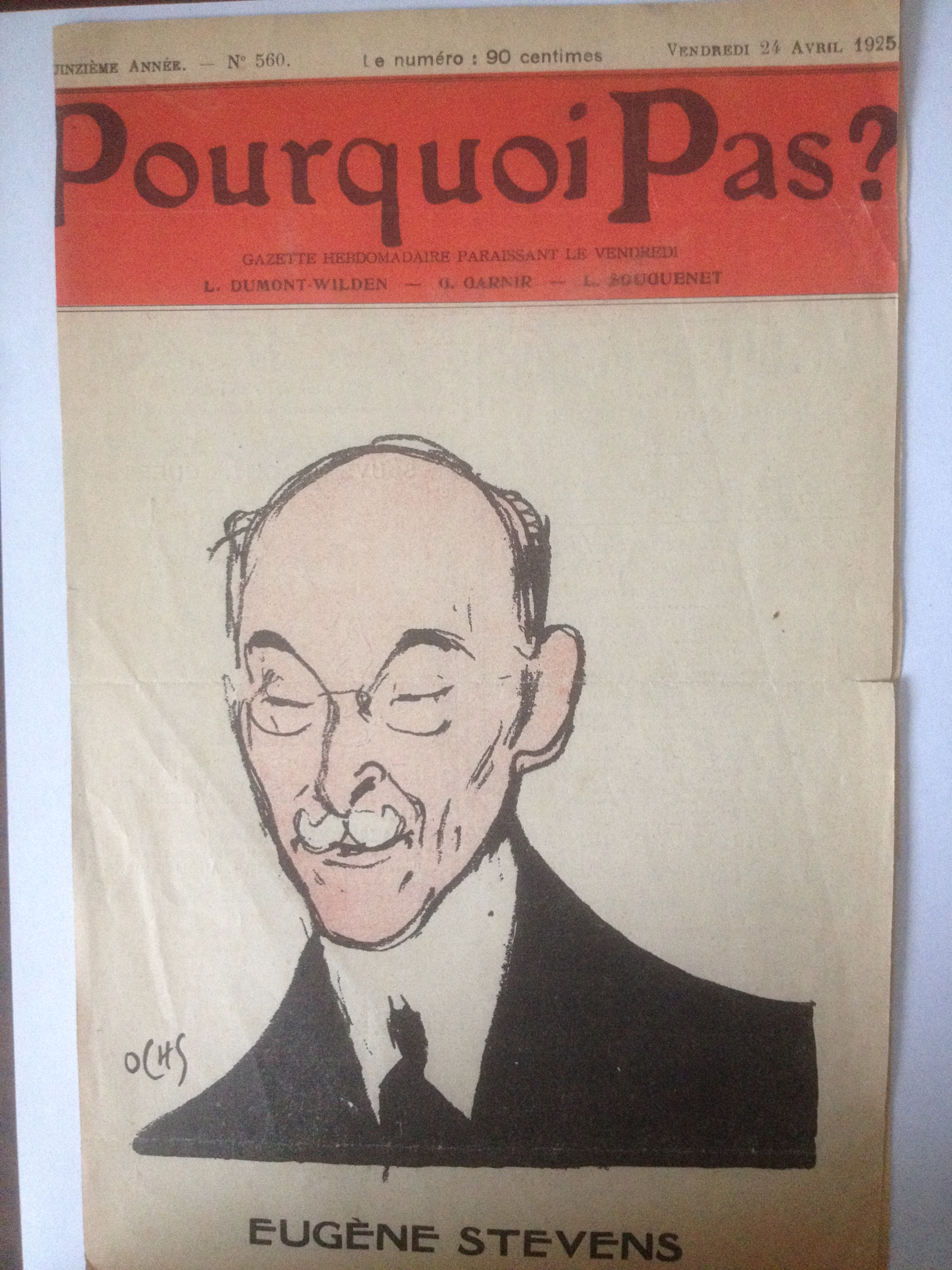
Eugène Stevens en couverture du "Pourquoi Pas ?"

Il a laissé aussi divers articles notamment dans la revue Durendal, et dans Famille et Collège

## Vie privée
Ses parents étaient Michel Stevens, né en 1817 à Bruxelles et y décédé en 1899, sous-chef de bureau à l'administration communale de Bruxelles, et Marie Julie Deminjon, née en 1827 à Lyon, France, commerçante à Bruxelles, et morte en 1870. Ceux-ci s'étaient mariés à Bruxelles en 1863. Outre Eugène, né en 1865, un autre enfant naîtra de ce mariage, Louis Stevens, qui sera jésuite et professeur au St Joseph's 
College à Daarjeeling en Inde.  
Eugène est orphelin de mère à l'âge de cinq ans, sa mère mourut en effet le 20 août 1870.
Son père, Michel Stevens, se remarie à Ixelles en 1872 à Marie Dautzenberg (1821 - 1889), sœur du poète Johan Michiel Dautzenberg (ou Jean-Michel) (1808 - 1869). Celle-ci va élever Eugène Stevens, l'enfant du premier mariage de son mari. Marie Dautzenberg avait déjà contribué à l’éducation des enfants d’Henri Braquenié, fondateur de la société Braquenié et Cie (en) avec des manufactures notamment à Malines et Aubusson, et qui était l'ami de son frère le poète.
Gabrielle Braquenié (1852 - 1931), l'un des enfants d’Henri Braquenié (1815 - 1897), épousa Philippe Dautzenberg (1849 - 1935), fils de Jean-Michel Dautzenberg (1808 - 1869) et savant conchyliologue, qui va devenir dirigeant des Manufactures Braquenié. La fille aînée de ce couple, Mélanie Dautzenberg (1873 - 1951), devint l’épouse d’Eugène Stevens (1865 - 1938). Ceux-ci se marièrent à Paris, 7ème arrondissement, le 20 octobre 1892. Ils eurent seize enfants, douze garçons et quatre filles, parmi lesquels :
- Jean (1893-1969), prisonnier de guerre 1914-18, évadé, avocat, secrétaire général près les Tribunaux Arbitraux Mixtes qu’il suivit à Paris, président de l'Association des Avocats inscrits à un Barreau étranger et des Juristes étrangers en France, vice-président de l'Association des Anciens Combattants Belges en France. Son fils Jean-Claude, explorateur et conférencier, après un séjour en Equateur, aurait contribué à repopulariser la culture du colza en Europe occidentale. (à vérifier)
- Marie-Antoinette (1894-1923), résistante en 1914-18
- Louis (1895-1960), combattant en 1914, franchit en cachette la frontière des Pays-Bas pour rejoindre les forces combattantes sur l’Yser, évadé en 1940 du camp de Torhout, épouse Denise, fille de Georges Richard
- Jeanne (1898-1976), écrivaine de livres pour enfants, sous le pseudonyme de Jacques Dastières, notamment de Pireli l'Oiseau d'or, illustré par Pierre Ickx , Roitelet, coll. « Durendal », 1937, ou Le mystérieux Prince Holkar, Dupuis.
- Le R.P. Jacques Stevens s.j. (1900-1990), docteur en philosophie et lettres, auteur d'études, essais pédagogiques, biographies et romans, rédacteur et éditeur de 137 « Feuilles de contact » de l’Association des Anciens du Collège Saint-Michel (1953-73), metteur en scène de diverses pièces, dont le « Mariage de Télémaque »
- André (1901-1980), parachutiste pendant la guerre 1940-45, inventeur d’un système de tir pour jeep et auteur d’une publication privée « My life and adventures »
- Pierre (1903-1984), colon au Congo belge (unique colon de l’île de M’Bié en son temps), puis fonctionnaire, filleul d’Emma, femme du ministre Jules Renkin. Pendant son service militaire dans la Ruhr occupée partiellement par les forces belges, il mena l’arrestation et l’emprisonnement du bourgmestre d’Osterfeld, Johannes Kellinghaus  
- Paul (1905-1985), parti aux USA, épousa Jeannett St John Alexander, fille du sénateur. Il est le père de Renée Schoen-René, professeur à Hobart College, Geneva (N.-Y.), USA
- Roger (1906-1968), prêtre, professeur, aumônier à Bruxelles puis à la Providence de Soeur Claire, dans l’armée française, puis curé en France.
- Henri, administrateur-délégué de la S.A. Diffusion et Publicité et de l'Auto-Journal
- Albert, filleul du roi Albert (Ier) de Belgique, décédé accidentellement dans les rochers de Cauterets en 1926, inhumé au cimetière de Lourdes.
- Suzanne-Madeleine (Mady), épouse de René Philips, avocat à la Cour de Cassation, membre du Conseil de l’Ordre des Avocats, auteur juridique et collaborateur du "Journal des Tribunaux", collaborateur de la Revue pratique des sociétés, et co-auteur (avec Me Veldekens) de la partie sur la prescription traitée dans le Répertoire pratique du droit belge, collaborateur aux travaux préparatoires du nouveau Code judiciaire, auteur d’un essai critique Le Catholicisme libéral (Pendant la guerre il vint en aide et logea un agent de Londres).
- Charles-Désiré (1917-1995), évadé avec son frère Louis du camp de Torhout en 1940, prêtre, vicaire à la cathédrale de Bruxelles, curé à Rofessart, Limelette, puis Bierges, depuis 1966 responsable des émissions religieuses radios à la radio-télévision belge (INR, RTB) ainsi que des messes télévisées. (1975-1984).

## Distinctions honorifiques
- Commandeur de l'ordre de Léopold, officier de l’ordre de la Couronne, titulaire de la médaille Pro Ecclesia et Pontifice